# 적색 테러

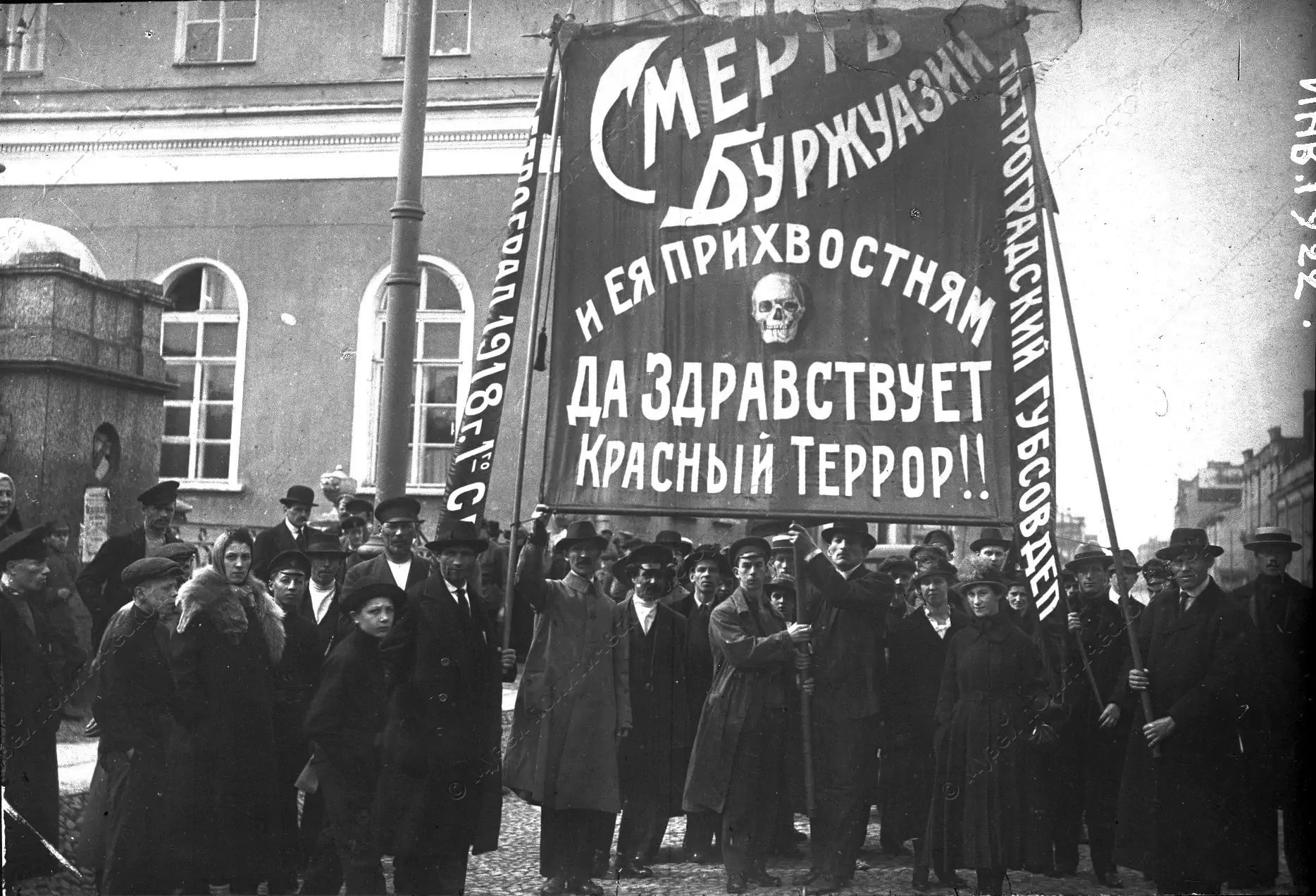
페트로그라드의 선전 포스터

적색 테러는 정치적 좌익 세력 또는 공산주의 정부가 일으키는 테러리즘이다. 대의어로 복고 세력과 정부가 일으키는 테러를 백색 테러라고 부른다. 본래 러시아 소비에트 연방 사회주의 공화국에서 일어난 것으로, 볼셰비키가 주로 볼셰비키 비밀 경찰인 체카를 통해 수행한 정치적 탄압과 처형 운동이었다. 러시아 내전이 시작된 후인 1918년 8월 말에 시작되어 1922년까지 지속되었다. 이 테러를 의미하는 용어인 적색 테러는 나중에 공산주의 또는 공산주의 계열 그룹에 의해 수행된 다른 테러의 이름에도 사용되기 시작하였다.

## 같이 보기
- 8월 봉기
- 로마노프가의 몰살
- 대숙청
- 비볼셰비키 좌파 봉기
- 솔로베츠키 제도